# Robinsonecio porphyresthes
Robinsonecio porphyresthes là một loài thực vật có hoa trong họ Cúc. Loài này được (T.M.Barkley) T.M.Barkley & Janovec miêu tả khoa học đầu tiên năm 1996.